# Dora Jar
Dora Jar, właśc. Dora Jarkowski (ur. 12 października 1996 w Nowym Jorku) – amerykańska piosenkarka i autorka tekstów.

## Życiorys
Urodziła się 12 października 1996 roku w Nowym Jorku. Wychowywała się w Kalifornii razem z siostrą Luezą, która zmarła w 2011 roku przez porażenie mózgowe. Jej matka jest aktorką, a ojciec tłumaczem z języka polskiego i rosyjskiego. Zaczęła grać na gitarze w wieku 14 lat. Uczęszczała do Choate Rosemary Hall w Connecticut, którą ukończyła w 2015 roku.
Rozpoczęła naukę w szkole muzycznej w Bostonie, z której zrezygnowała po 2 miesiącach, po czym przeniosła się do Polski, gdzie zamieszkała z rodziną ojca. Podczas pobytu w Polsce w 2018 roku zaczęła zamieszczać na Instagramie fragmenty nagranych w domu piosenek, z których jedna zwróciła uwagę producenta Felixa Josepha, który zaproponował jej współpracę. Jar poleciała na kilka sesji nagraniowych do Londynu.
Jej inspiracją są David Lynch i Mary Poppins.

## Kariera
W 2020 roku wydała swój debiutancki singiel, Did I Get it Wrong?. W 2021 roku wydała minialbum zatytułowany Digital Meadow. Składa się z siedmiu piosenek i został wyprodukowany we współpracy z kompozytorem Jaredem Solomonem. Rok później wydała drugą EP-kę, pt. Comfortably in Pain. Wystąpiła na festiwalu The Great Escape i była supportem na trasie koncertowej Billie Eilish Happier Than Ever, The World Tour, na trasie zespołu The 1975 oraz Gracie Abrams. Znalazła się na liście 22 wschodzących muzyków roku 2022 wg magazynu Vogue
13 września 2024 roku Jar wydała swój debiutancki album, zatytułowany No Way To Relax When You Are On Fire. Album składa się z trzynastu utworów. By promować album, artystka wyruszyła w trasę koncertową pod nazwą Behind The Curtain Tour, która rozpoczęła się 22 września 2024 roku w Bostonie, a zakończyła 17 października 2024 roku w Los Angeles.

## Dyskografia

### Albumy studyjne
- No Way To Relax When You Are On Fire (2024)

### Minialbumy
- Digital Meadow (2021)
- Comfortably in Pain (2022)